# 털꼬리박쥐
털꼬리박쥐(Lasiurus ebenus)는 애기박쥐과에 속하는 북아메리카와 남아메리카 박쥐의 일종이다. 브라질과 멕시코에서 발견된다. 원래는 브라질 일랴 두 카르도소 주립공원만이 모식산지로 알려졌지만, 이곳에서 100km 떨어진 카를로스 보 텔로 주립공원에서 2018년에 두 번째 표본이 발견되었다.